# Chita Rivera
Pour les articles homonymes, voir Rivera.
Répertoire
West Side Story (1957)
Sweet Charity (1969)
Chicago (1975)
Kiss of the Spider Woman (1993)
Chita Rivera  est une actrice, chanteuse et danseuse américaine née le 23 janvier 1933 à Washington et morte le 30 janvier 2024 à New York.
Figure importante  des comédies musicales à Broadway des années 1950 aux années 1990, elle a notamment participé à la création de West Side Story (1957) et  Chicago (1975).

## Biographie

### Jeunesse et études
Dolores Conchita Figueroa del Rivero naît le 23 janvier 1933 à  Washington dans une famille de cinq enfants. Son père, Pedro Julio Figueroa del Rivero, originaire de Porto Rico, est clarinettiste et saxophoniste dans l'United States Navy Band ; sa mère, Katherine Anderson, d'ascendance écossaise, irlandaise et afro-américaine, travaille pour le gouvernement,. Elle perd son père à l'âge de 7 ans.
En 1944, sa mère l'inscrit à la Jones-Haywood School of Ballet. À 15 ans, elle est repérée par un professeur de la  School of American Ballet qu'elle intègre après audition.

### Carrière
Chita Rivera décroche son premier contrat en 1951 pour une tournée de la comédie musicale Call Me Madam (en) aux côtés d'Elaine Stritch, dont elle reprend le rôle quelque temps plus tard. Elle apparaît ensuite dans Guys and Dolls, Can-Can, Seventh Heaven et Mr. Wonderful (en) qui met en vedette Sammy Davis, Jr.. En 1957, elle est choisie pour créer Anita dans West Side Story de Leonard Bernstein et Stephen Sondheim, rôle qui la propulse au rang de star.
En 1961, elle reçoit sa première nomination aux Tony Awards pour Bye Bye Birdie face à  Dick Van Dyke mais est remplacée par Janet Leigh lors de l'adaptation cinématographique deux ans plus tard. En 1964, elle crée la comédie musicale Bajour de Walter Marks et Ernest Kinoy ; son interprétation incite le producteur Norman Petty à lui faire enregistrer deux albums en 1965-1966, Chita Rivera: Get Me To The Church On Time et And Now I Sing. Elle apparaît parallèlement à la télévision dans de nombreuses émissions de variétés animées par Gary Moore, Judy Garland et Carol Burnett.
Elle fait ses débuts au cinéma en 1969 dans Sweet Charity de Bob Fosse aux côtés de Shirley MacLaine. Toujours sous la direction de Bob Fosse, elle crée en 1975 le rôle de Velma Kelly face à Gwen Verdon (Roxy Hart) dans Chicago de  John Kander et Fred Ebb (elle fera une apparition clin d'œil dans la version filmée en 2002). Elle retrouve le rôle de Rose dans Bring Back Birdie (en) à Broadway en 1981, puis enchaîne avec Merlin (en) en 1983 et The Rink (en) de Kander et Ebb, avec Liza Minnelli, qui lui permet de remporter les Drama Desk Award et Tony Award de la Meilleure actrice dans une comédie musicale en 1984. Un grave accident de voiture interrompt l'année suivante sa carrière, lui laissant des séquelles à une jambe. En 1988, elle s'associe au romancier Daniel Simone pour ouvrir le restaurant Chita's sur la 42e Rue qui devient un haut lieu des après-spectacles jusqu'à sa fermeture en 1994.
En 1993, elle crée le double rôle d'Aurora et la Femme-araignée dans l'adaptation musicale
par Kander et Ebb du film homonyme, qui lui vaut ses seconds Drama Desk Award et Tony Award. Elle remplace Angela Lansbury lors de la création à Chicago de The Visit (en), adaptation de La Visite de la vieille dame de Friedrich Dürrenmatt par les mêmes auteurs, mais en raison des attentats du 11 septembre 2001, l'exploitation à Broadway est abandonnée. En 2003, elle donne la réplique à Antonio Banderas dans une reprise de Nine, d'après Huit et demi de Federico Fellini.
En 2012, à près de 80 ans, elle joue dans The Mystery of Edwin Drood, comédie musicale de Rupert Holmes d'après le roman inachevé de Charles Dickens, avant de créer enfin à Broadway The Visit dans une version en un acte.
En 2017, les Fred and Adele Astaire Awards créés en 1982 pour récompenser les meilleurs danseurs, danseuses et chorégraphes dans une production de Broadway sont rebatisés Chita Rivera Awards for Dance and Choreography en son honneur. En 2019, elle se voit décerner le titre de l'« une des plus grandes divas de Broadway de tous les temps » par le magazine Time Out.

### Mort
Chita Rivera meurt le 30 janvier 2024 à New York à l'âge de 91 ans,.

### Vie privée
Chita Rivera épouse le 1er décembre 1957 le danseur Tony Mordente, un de ses partenaires sur West Side Story. Le couple a une fille, Lisa, en 1958 avant de divorcer en 1966.

## Théâtre
- 1950 : Guys and Dolls, comédie musicale de Frank Loesser, Jo Swerling et Abe Burrows (en), 46th Street Theatre : danseuse
- 1953 : Can-Can, comédie musicale de Cole Porter et Abe Burrows, Shubert Theatre : danseuse
- 1955 : Seventh Heaven, comédie musicale de Victor Young, Stella Unger ety Victor Wolfson, August Wilson Theatre : Fifi
- 1956 : Mr. Wonderful (en), comédie musicale de Jerry Bock, Larry Holofcener, George David Weiss, Joseph Stein et Will Glickman, Broadway Theatre : Rita Romano
- 1957 : Shinbone Alley (en), comédie musicale de Joe Darion, Mel Brooks et George Kleinsinger : Mehitabel
- 1957 : West Side Story, comédie musicale de Leonard Bernstein, Stephen Sondheim et Arthur Laurents, Winter Garden Theatre : Anita
- 1960 : Bye Bye Birdie, comédie musicale de Michael Stewart (en), Lee Adams (en) et Charles Strouse, Martin Beck Theatre : Rose Alvarez
- 1963 : Zenda (en), comédie musicale de Vernon Duke, Lenny Adelson, Sid Kuller, Martin Charnin et Everett Freeman, Curran Theatre (San Francisco) : Athena
- 1964 : Bajour (en), comédie musicale de Walter Marks et Ernest Kinoy, Shubert Theatre : Anyanka
- 1975 : Chicago, comédie musicale de Bob Fosse, Fred Ebb et John Kander, 46th Street Theatre : Velma Kelly
- 1981 : Bring Back Birdie (en), comédie musicale de Michael Stewart, Lee Adams et Charles Strouse, Martin Beck Theatre : Rose Alvarez
- 1983 : Merlin (en), comédie musicale d'Elmer Bernstein, Don Black, Richard Levinson et William Link, Mark Hellinger Theatre : la reine
- 1984 : The Rink (en), comédie musicale de Fred Ebb, John Kander et Terrence McNally, Martin Beck Theatre : Anna
- 1985 : Jerry's Girls (en), comédie musicale de Jerry Herman, St. James Theatre
- 1993 : Kiss of the Spider Woman, comédie musicale de Fred Ebb, John Kander et Terrence McNally, Broadhurst Theatre : Spider Woman / Aurora
- 2001 : The Visit (en), comédie musicale de Fred Ebb, John Kander et Terrence McNally,  Goodman Theatre (Chicago) : Claire Zachannassian
- 2003 : Nine, comédie musicale d'Arthur Kopit et Maury Yeston, Eugene O'Neill Theatre,  : Liliane La Fleur
- 2005 : Chita Rivera: The Dancer's Life, spectacle musical de Terrence McNally, Lynn Ahrens et Stephen Flaherty, Gerald Schoenfeld Theatre
- 2012 : The Mystery of Edwin Drood, comédie musicale de Rupert Holmes, Studio 54 : The Princess Puffer / Miss Angela Prysock
- 2015 : The Visit, Lyceum Theatre : Claire Zachannassian

## Filmographie

### Cinéma

#### Films
- 1969 : Sweet Charity de Bob Fosse : Nickie
- 1978 : Sgt. Pepper's Lonely Hearts Club Band de Michael Schultz : une invitée à Heartland
- 2002 : Chicago de Rob Marshall : Nickie
- 2006 : Kalamazoo? de David O'Malley : Giannina
- 2010 : The Drawn Together Movie: The Movie! de Greg Franklin : chanteuse (voix)
- 2018 : Waiting in the Wings: Still Waiting de Q. Allan Brocka : la diva de Broadway
- 2021 : Tick, Tick... Boom! de Lin-Manuel Miranda : la « légende » no 13

#### Documentaires
- 1983 : He Makes Me Feel Like Dancin' d'Emile Ardolino : elle-même
- 2003 : Broadway: The Golden Age, by the Legends Who Were There de Rick McKay : elle-même
- 2012 : Carol Channing : Larger Than Life de Dori Berinstein : elle-même
- 2012 : Show Stopper: The Theatrical Life of Garth Drabinsky de Barry Avrich : elle-même

### Télévision

#### Téléfilms
- 1973 : L'Affaire Marcus Nelson (The Marcus-Nelson Murders)[12] de Joseph Sargent : Josie Hopper
- 1977 : Once Upon a Brothers Grimm (en) de Norman Campbell, section Hansel and Gretel : Gingerbread Lady
- 1981 : Pippin: His Life and Times de David Sheehan : Fastrada
- 1982 : Strawberry Ice de David Acomba
- 1987 : Soirées galantes (Mayflower Madam) de Lou Antonio : Risa Dickstein

#### Séries télévisées
- 1964 : Au-delà du réel (The Outer Limits), épisode The Bellero Shield : Mrs. Dame
- 1973–1974 : The New Dick Van Dyke Show : Connie Richardson
- 1982 : On ne vit qu'une fois (One Life to Live) : Melody Rambo
- 1997 : Et ils eurent beaucoup d'enfants (Happily Ever After: Fairy Tales for Every Child), épisode Thumbelina : Katy (voix)
- 2004-2019 : Dora l'exploratrice : la sorcière (voix)
- 2005 : Will et Grace, épisode Dance Cards and Greeting Cards : Lenore Portillo
- 2008 : Johnny and the Sprites (en), épisode Johnny Not Invited : la reine
- 2011 : Submissions Only (en), épisode Yore So Bad : Gladys Franklin

#### Émissions de variétés
- 1956 : The Maurice Chevalier Show : elle-même
- 1960 : The Gary Moore Show : elle-même
- 1963 : The Judy Garland Show, épisode 17 : elle-même
- 1965 : The Hollywood Palace : elle-même
- 1971 : The Carol Burnett Show, épisode 4.22

#### Documentaires
- 2004 : Broadway: The American Musical de Michael Kantor, épisode Tradition: 1957-1979 : elle-même
- 2012  : Move TV de Kurt E. Soderling : elle-même

## Distinctions
Chita Rivera a été nommée à 10 reprises aux Tony Awards en tant que Meilleure actrice ou Meilleur second rôle féminin dans une comédie musicale, partageant le record avec Julie Harris et Audra McDonald. En 2009, elle reçoit la Médaille présidentielle de la Liberté des mains de Barack Obama. Elle a également été nommée Doctorat en beaux-arts par l'Université de Floride en 2018.

### Récompenses
- Drama Desk Awards 1984 : Meilleure actrice dans une comédie musicale pour The Rink (en)
- Tony Awards 1984 : Meilleure actrice dans une comédie musicale pour  The Rink

- Drama Desk Awards 1993 : Meilleure actrice dans une comédie musicale pour Kiss of the Spider Woman
- Tony Awards 1993 : Meilleure actrice dans une comédie musicale Kiss of the Spider Woman
- Kennedy Center Honors 2002 : récompense honorifique pour l'ensemble de sa carrière

- Drama League Awards 2015 : Distinguished Performance
- Theatre World Awards 2015 : John Willis Award pour l'ensemble de sa carrière[14]

- Tony Awards 2018 : récompense pour l'ensemble de sa carrière

### Nominations
- Tony Awards 1961 : Meilleur second rôle féminin dans une comédie musicale pour  Bye Bye Birdie

- Tony Awards 1976 : Meilleure actrice dans une comédie musicale pour  Chicago

- Drama Desk Awards 1981 : Meilleure actrice dans une comédie musicale pour Bring Back Birdie (en)
- Tony Awards 1981 : Meilleure actrice dans une comédie musicale pour Bring Back Birdie

- Tony Awards 1983 : Meilleure actrice dans une comédie musicale pour  Merlin (en)
- Tony Awards 1986 : Meilleure actrice dans une comédie musicale pour  Jerry's Girls (en)

- Drama Desk Awards 2003 : Meilleur second rôle féminin dans une comédie musicale pour Nine
- Tony Awards 2003 : Meilleur second rôle féminin dans une comédie musicale pour Nine

- Tony Awards 2006 : Meilleure actrice dans une comédie musicale pour Chita Rivera: The Dancer's Life

- Drama Desk Awards 2015 :  Meilleure actrice dans une comédie musicale pour The Visit (en)
- Tony Awards 2015 :  Meilleure actrice dans une comédie musicale pour The Visit